# Wolf von Eckardt
Wolfgang von Eckardt (geboren 6. März 1918 in Berlin; gestorben am 27. August 1995 in Jaffrey (New Hampshire)) war ein US-amerikanischer Architekturkritiker.  

## Leben
Wolfgang von Eckardt war ein Sohn des Soziologen Hans von Eckardt und der Gertrud Dannheißer (1895–1987). Die Ehe der Eltern wurde 1931 geschieden, sein Vater war seit 1931 mit Marianne von Eckardt-Jaffé verheiratet. Von Eckardt besuchte ab 1929 das Internat Schule Schloss Salem, die er als Jude nach der Machtübergabe an die Nationalsozialisten 1933 verlassen musste. Er machte daraufhin in Berlin eine Lehre als Drucker. 1936 flohen er, seine Mutter und seine jüngere Schwester in die USA, seine Mutter heiratete 1936 den 1933 geflohenen Soziologen Emil Lederer. Von Eckardt fand in New York Beschäftigung als Druckereifacharbeiter und besuchte daneben Kurse an der New School for Social Research. Danach arbeitete er als Bucheinbandgestalter beim Verlag Alfred A. Knopf, Inc.
1941 heiratete er die Psychoanalytikerin Marianne Horney (1913–2018), eine Tochter von Karen Horney und jüngere Schwester der Schauspielerin Brigitte Horney, sie hatten zwei Kinder, die Ehe wurde 1975 geschieden. 1987 heiratete er die 1940 geborene Kunstmanagerin Nina ffrench-frazier.
Von Eckardt wurde im Zweiten Weltkrieg Soldat der US Army und wurde im United States Army Intelligence eingesetzt. Nach Kriegsende ging er mit seiner Frau ins besetzte Deutschland und arbeitete als Analyst für das Office of the US Chief Counsel for War Crimes (OCCWC) bei den Nürnberger Prozessen sowie in Bad Nauheim als politischer Berater beim Wiederaufbau der deutschen Presse. 1952 zurück in den USA arbeitete er für die U.S. Information Agency und für die American Federation of Labor. 
Er veröffentlichte 1960 ein Buch über den Architekten Erich Mendelsohn und wurde 1963 zum Kunst- und Architekturkritiker bei der Washington Post bestellt. Er verließ 1981 die Zeitung und schrieb bis 1985 noch für das Time magazine. Er war 1962 bis 1965 Vorsitzender der Washingtoner Abteilung des American Institute of Graphic Arts, war Mitglied der Society of Architectural Historians, schrieb eine Kolumne im Journal des American Institute of Architects und wurde Ehrenmitglied der Architektenorganisation.  

## Schriften (Auswahl)
- Eric Mendelsohn, 1960
  - Erich Mendelsohn. Übersetzung Hans F. Baessler. Ravensburg: Maier, 1962
- Otto Dorfner, 1960
- Mid-century architecture in America: honor awards of the American Institute of Architects, 1949–1961, 1961
- Bulldozers and bureaucrats; cities and urban renewal, 1963
- Charles M. Goodman, Wolf Von Eckardt: Life for dead spaces; the development of the Lavanburg Commons, 1963
- The challenge of Megalopolis: a graphic presentation of the urbanized Northeastern seaboard of the United States, 1964
- A place to live: the crisis of the cities. Vorwort August Heckscher. 1967
- Bertolt Brecht's Berlin: a scrapbook of the twenties, 1975
- Proposal for a National Museum of the Building Arts, 1978
- Back to the drawing board!: Planning livable cities, 1978
- Live the good life!: creating a human community through the arts, 1982
- Oscar Wilde's London: a scrapbook of vices and virtues, 1880–1900, 1987